# Hot-dog de Montréal
Le hot-dog de Montréal est une variété de hot-dog que l'on trouve principalement dans les casse-croûtes au Québec. Il est composé d'un pain à hot-dog allongé de type bun, garni d'une saucisse cuite à la vapeur ; le tout garni est servi avec salade de chou, moutarde, oignons et relish, sans ketchup. On distingue deux types de préparation : le « hot-dog steamé », dont le pain est chauffé à la vapeur (steam en anglais) et le « hot-dog toasté », dont le pain est grillé (toast).
Lors du Festival du hot-dog de Pointe-au-Chêne en 1986, des participants ont concocté une saucisse de plus de 227 kg (500 lb) et préparé un gigantesque hot-dog. Cette prouesse leur a valu une reconnaissance mondiale.